# Thorelliola doryphora
Thorelliola doryphora är en spindelart som först beskrevs av Tord Tamerlan Teodor Thorell 1881.  Thorelliola doryphora ingår i släktet Thorelliola och familjen hoppspindlar. Inga underarter finns listade i Catalogue of Life.